# Grundherr von Altenthann und Weiherhaus

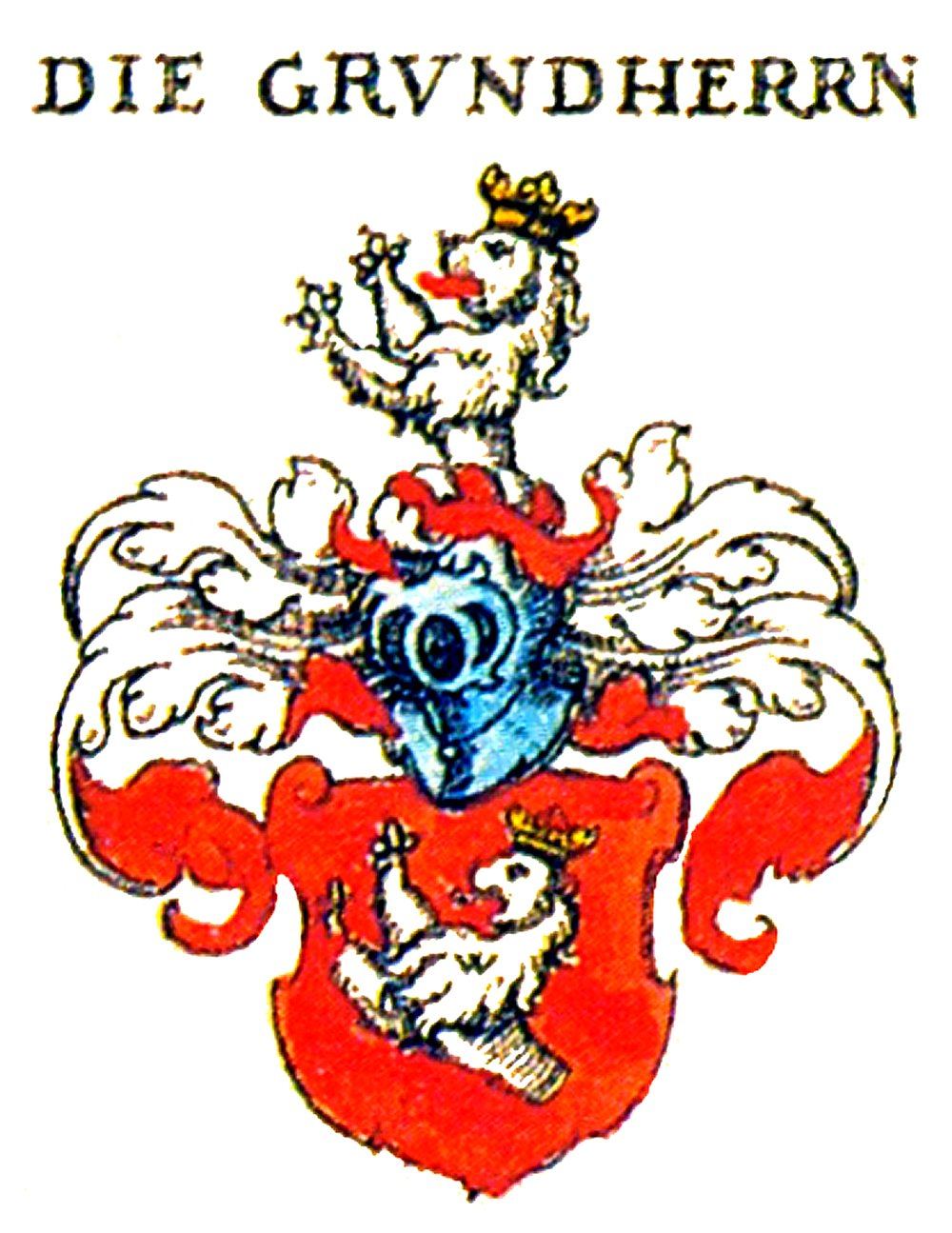
Das Wappen der Grundherr

Die Grundherr von Altenthann und Weiherhaus (auch: Grundherr zu Altenthann und Weyerhaus) sind eine der ältesten Patrizierfamilien der Freien Reichsstadt Nürnberg, erstmals urkundlich erwähnt im Jahr 1265. Die Grundherr waren ab 1340, mit kurzen Unterbrechungen, bis zum Ende der reichsstädtischen Zeit im Jahre 1806, im „Inneren Rat“ vertreten und gehörten nach dem „Tanzstatut“ zu den zwanzig alten ratsfähigen Geschlechtern. 
Der 1472 erworbene Herrensitz Weiherhaus und der 1765 erworbene Nürnberger Glockenhof sind bis heute im Besitz der 1857 errichteten Familienstiftung.

## Geschichte
Der Ursprung der Grundherr ist vermutlich auf eine Reichsministerialenfamilie in der Nürnberger Umgebung zurückzuführen. Sie hatten schon frühen Besitz im Aischgrund. Seit 1340 gehören sie zum Nürnberger Patriziat.
Zu Wohlstand gelangten die Grundherr durch den Fernhandel mit Tüchern aus Flandern (Tournai) und mit Geld- und Darlehensgeschäften für die Wittelsbacher. Im Laufe der Jahrhunderte waren sie an Handelsgeschäften der Mendel und Behaim beteiligt und hatten Geschäftskontakte mit der Stromerschen Handelsgesellschaft und den Rummel. 
Der erste Ratsherr der Familie, Heinrich I. Grundherr († 1351), war in erster Ehe mit Gerhaus Lesemeister und in zweiter ab 1319 mit der reichen Erbin Kunigunde Gletzelmann († 1344) verheiratet. Dies ermöglichte ihm den Ankauf von Lehen im Nürnberger Umland. In der Stadt gehörte ihm das Haus zum Goldenen Schild. Er wurde Großbankier der Wittelsbacher und wird in einem Atemzug mit dem reichen Patrizier und Stifter Konrad Groß genannt. Sein Sohn, der  Ratsherr Michael I. Grundherr († 1388) stiftete im Gedächtnis an seine Eltern das Grundherr-Fenster in der Sebaldskirche.
Später, als viele Patrizierfamilien, nach dem Vorbild des Adels, ihre Familiennamen um Ortsbezeichnungen erweiterten, nannten sich die Grundherr nach ihren 1472 und 1535 erworbenen Landsitzen „von Altenthann und Weiherhaus“. 1547 wurde der Zusatz durch Kaiser Karl V. als Adelstitel anerkannt. Nach 1813 wurden sie als Edle in den bayerischen Adel immatrikuliert. Die Herrensitze Weiherhaus bei Feucht und Glockenhof in Nürnberg sind bis heute im Besitz der Grundherr’schen Familienstiftung.

## Besitzungen (Auszug)

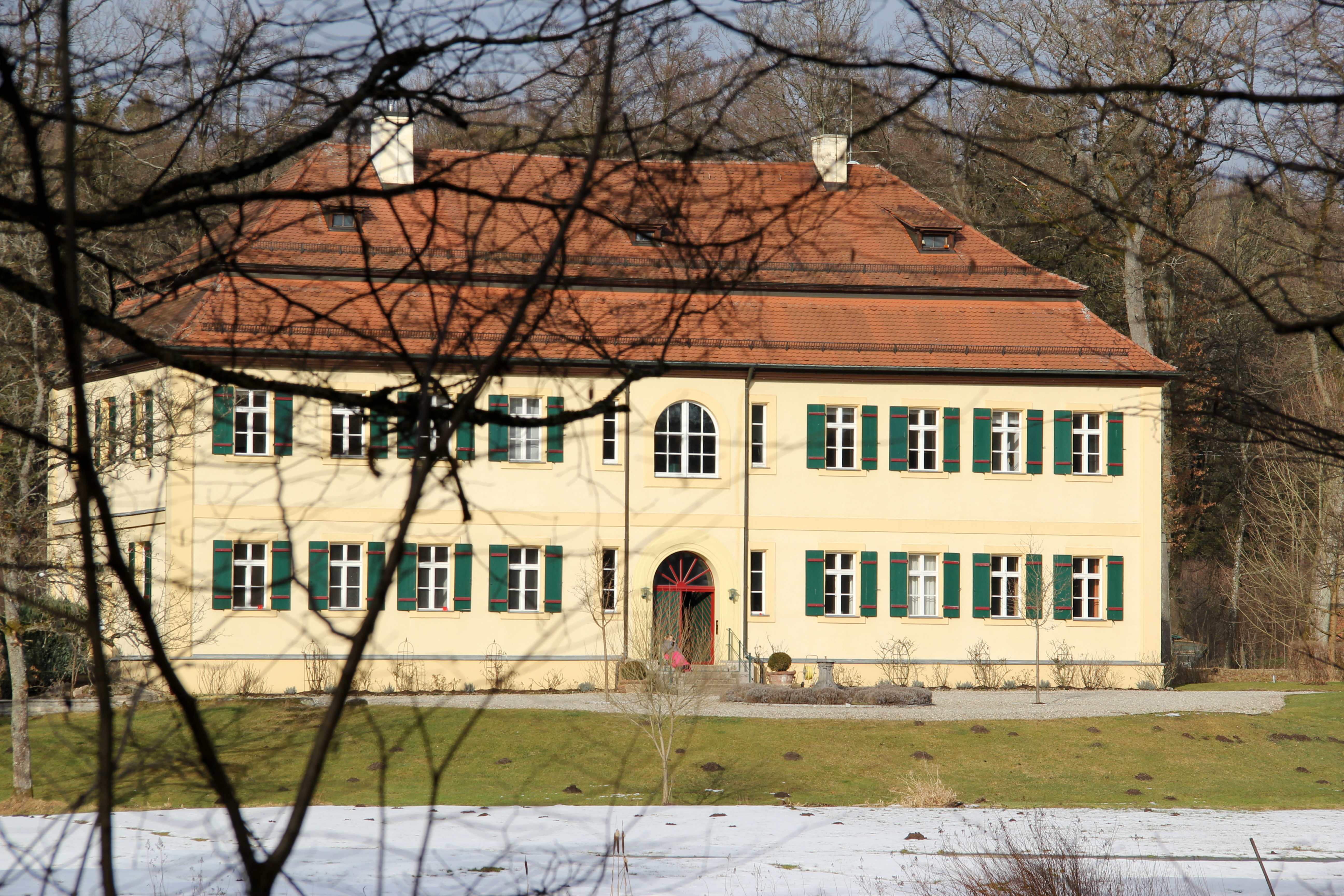
Herrensitz Weiherhaus bei Feucht

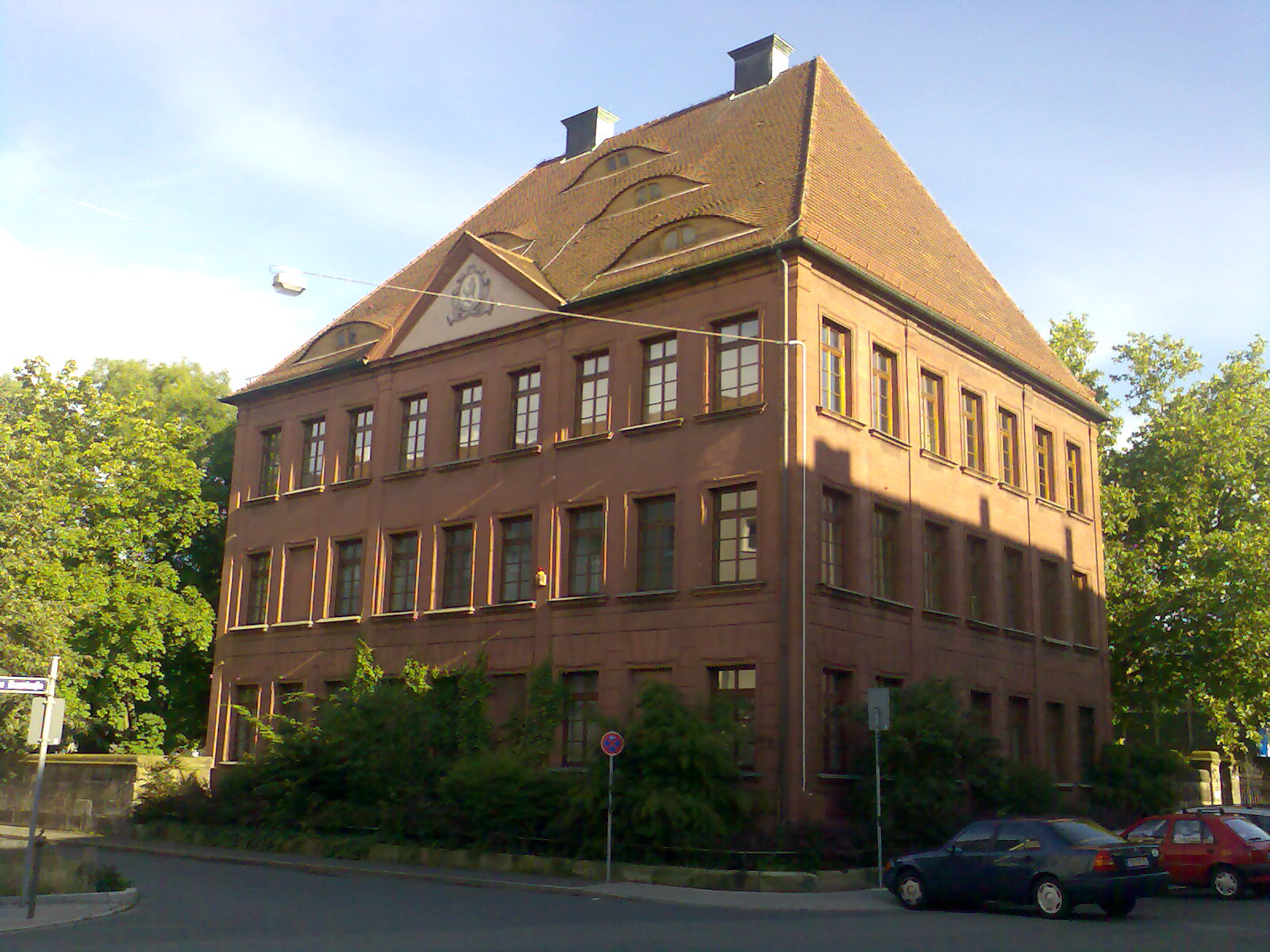
Herrensitz Glockenhof in Nürnberg

Im Besitz der Familie (aktuell der 1857 errichteten Grundherr'schen Familienstiftung) befinden sich:
- seit 1472 der Herrensitz Weiherhaus bei Feucht
- seit 1765 der Herrensitz Glockenhof (Glockenhofstraße 47, in Nürnberg)

## Ehemalige Besitzungen (Auszug)
Das Nürnberger Stammhaus war seit dem 14. Jahrhundert bis 1501 und von 1610 bis 1853 das „Haus zum goldenen Schild“ (Schildgasse 23), in dem beim Reichstag von November 1355 bis zum Januar 1356 die ersten 23 Artikel der Goldenen Bulle geschrieben wurden.

Weiterhin besaßen sie:
- die Nürnberger Anwesen Rathausplatz 4 und Maxplatz 14
- 1342–1836 3 Güter und 2 Seldengüter in Boxdorf
- 1396–? einen Reichslehenbesitz in Muggenhof
- ?–? das Schloss Schwaig
- 1435– nach 1800 Grundbesitz in Kleingeschaidt
- 1535–? ihre namengebende Grundherrschaft Altenthann (mit Kirchenpatronat bis 2000)
- 1535–1843 den Herrensitz Gauchsmühle (1744 das barocke Haus erbaut)
- 1550–1565 die Burg Prackenfels
- 1739–1832 das Schloss Malmsbach
- 1765–1835 die Grundherrschaft Glockenhof, der Herrensitz (Glockenhofstraße 47) bis heute im Besitz der Grundherrischen Familienstiftung
- ?–? das Jagdschloss Stettenberg (fraglich)
- ?–? ein Gut in Kleinreuth hinter der Veste und St. Leonhard

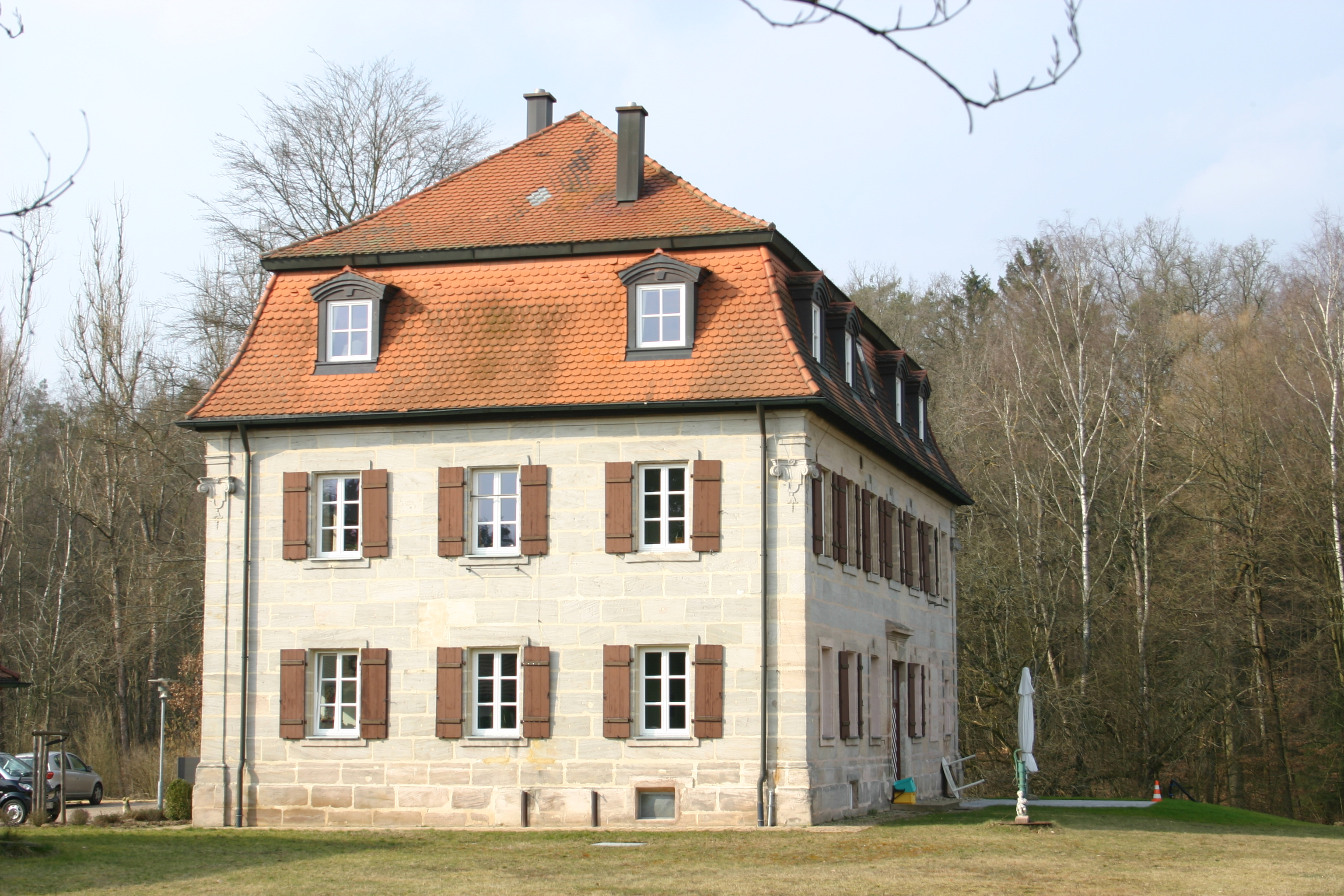
Herrensitz Gauchsmühle
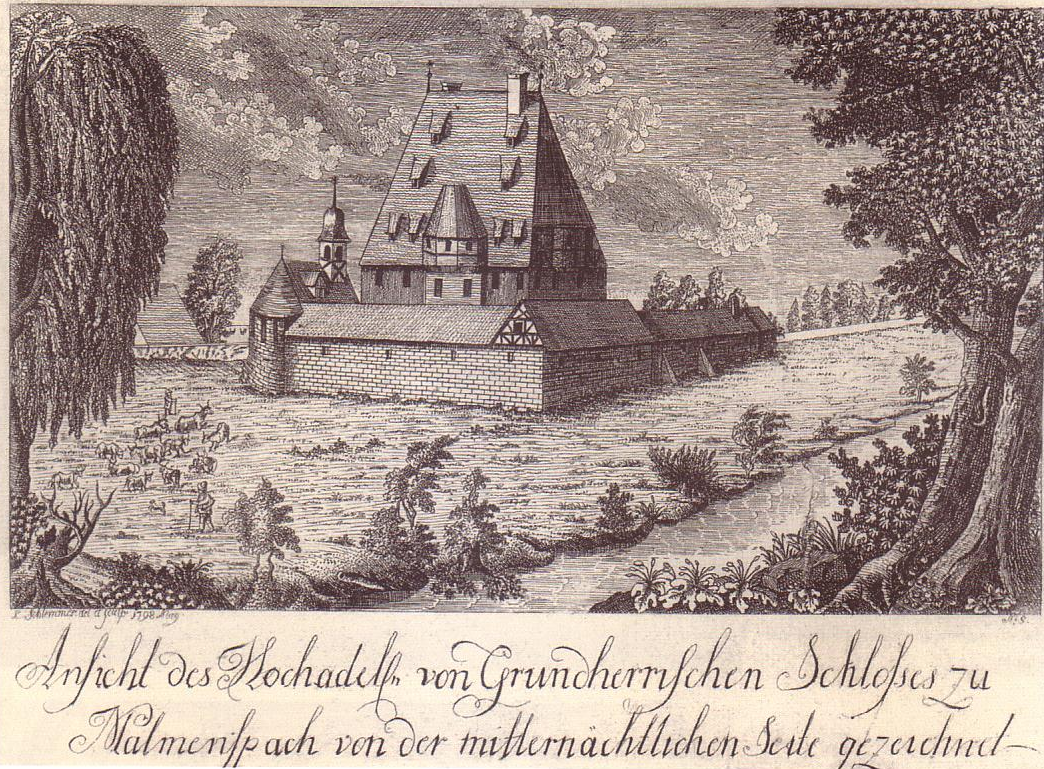
Schloss Malmsbach, 1798

## Bekannte Familienmitglieder
- Adolf von Grundherr (1848–1908), deutscher Maler, Zeichner und Entwerfer
- Friedrich Karl Alexander Grundherr von Altenthann und Weiherhaus (1818–1908), Gründer der Firma „Grundherr & Hertel, Droguerie- und Farbwaren en gros“, 1862–1879 Assessor am Nürnberger Handelsappellationsgericht, ab 1868 Marktvorsteher, ab 1878 Vorstand der Handels- und Gewerbekammer Mittelfranken, ab 1880 Kommerzienrat, 1884 Mitbegründer der Nürnberger Lebensversicherungs AG
- Karl von Grundherr zu Altenthan und Weyherhaus (1869–1940), bayerischer Generalmajor
- Werner von Grundherr zu Altenthann und Weiherhaus (1888–1962), bis 1952 Botschafter in Griechenland[4][5]

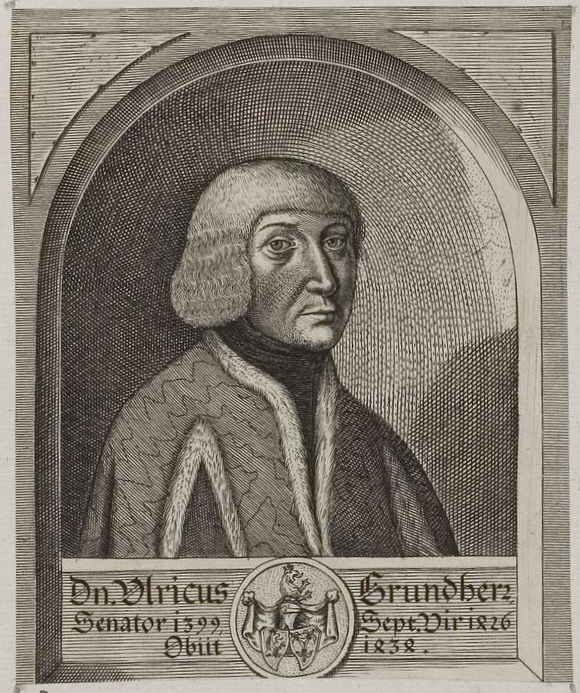
Ulrich Grundherr († 1434), Senator 1399, Septemvir 1426
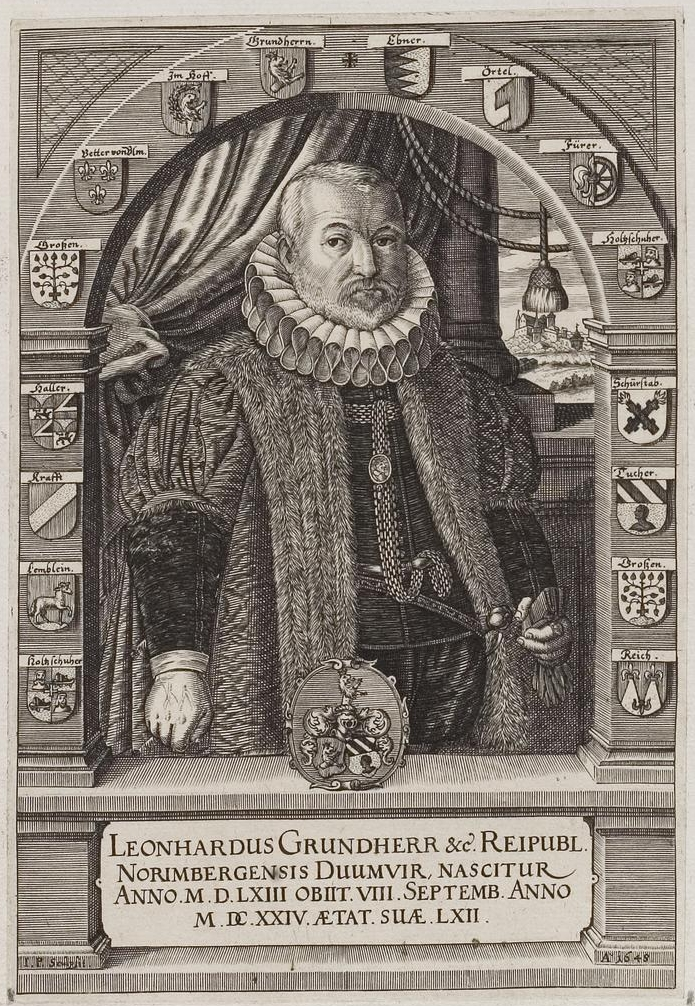
Leonhard Grundherr (1563–1624), Richter, Losunger
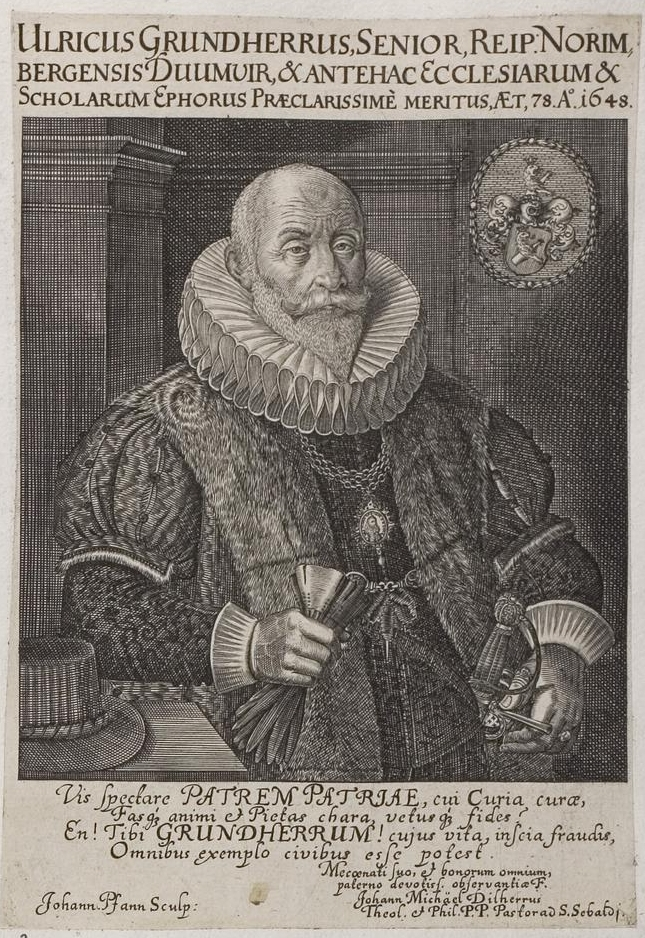
Ulrich Grundherr (1570–1654), Geheimer Rat und Schultheiß
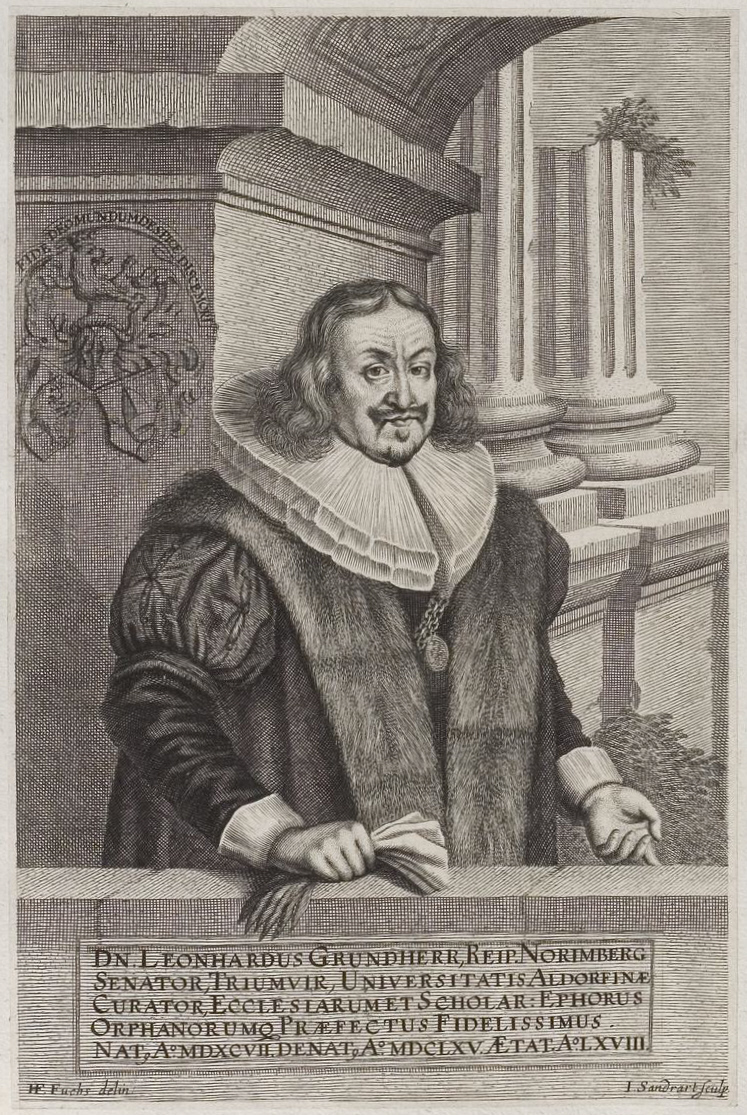
Leonhard Grundherr (1597–1656), Ratsherr, Kirch- und Findelpfleger
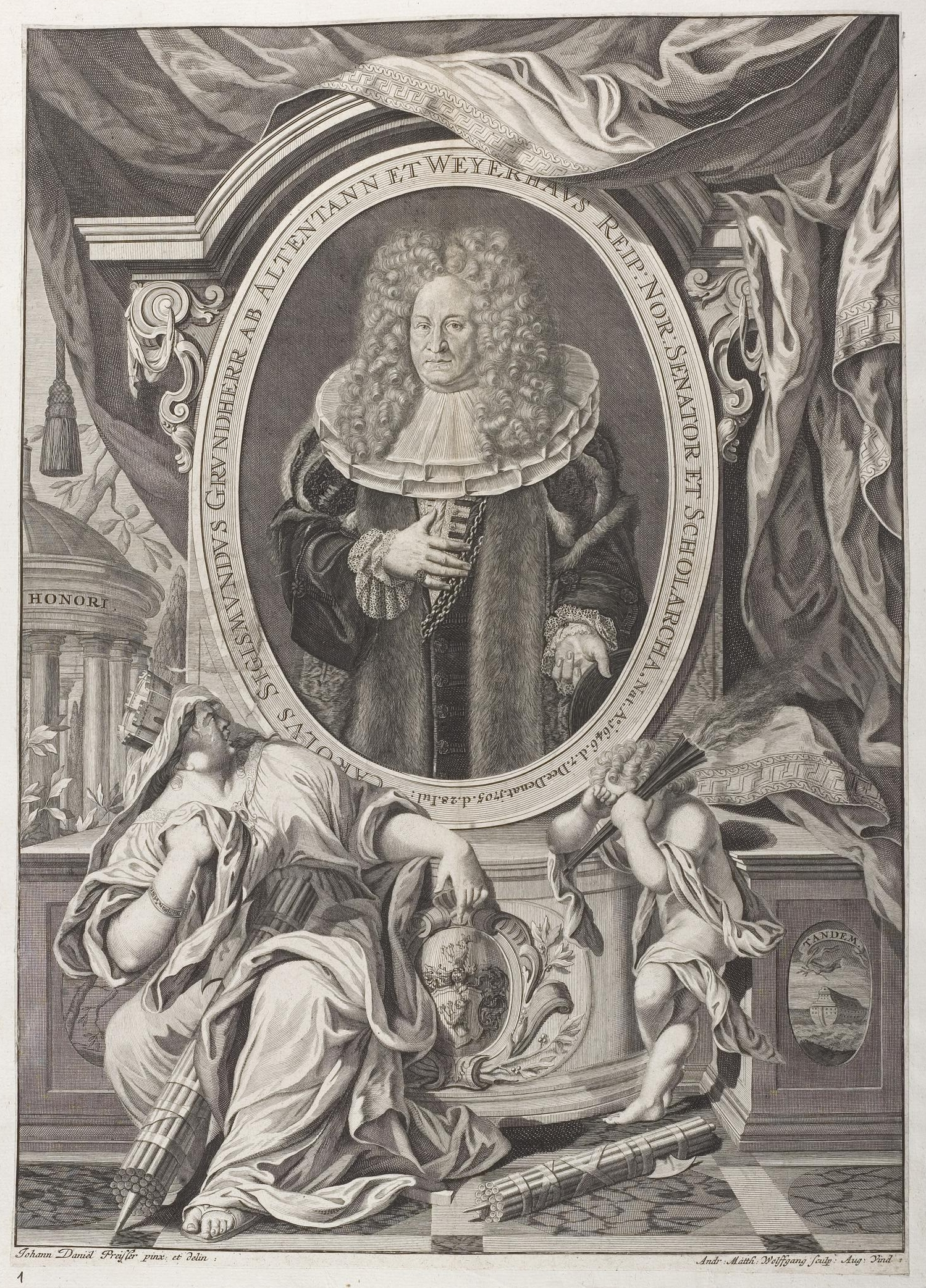
Carl Sigmund Grundherr von Altenthann und Weyherhauß (1646–1705), Ratsherr

## Wappen

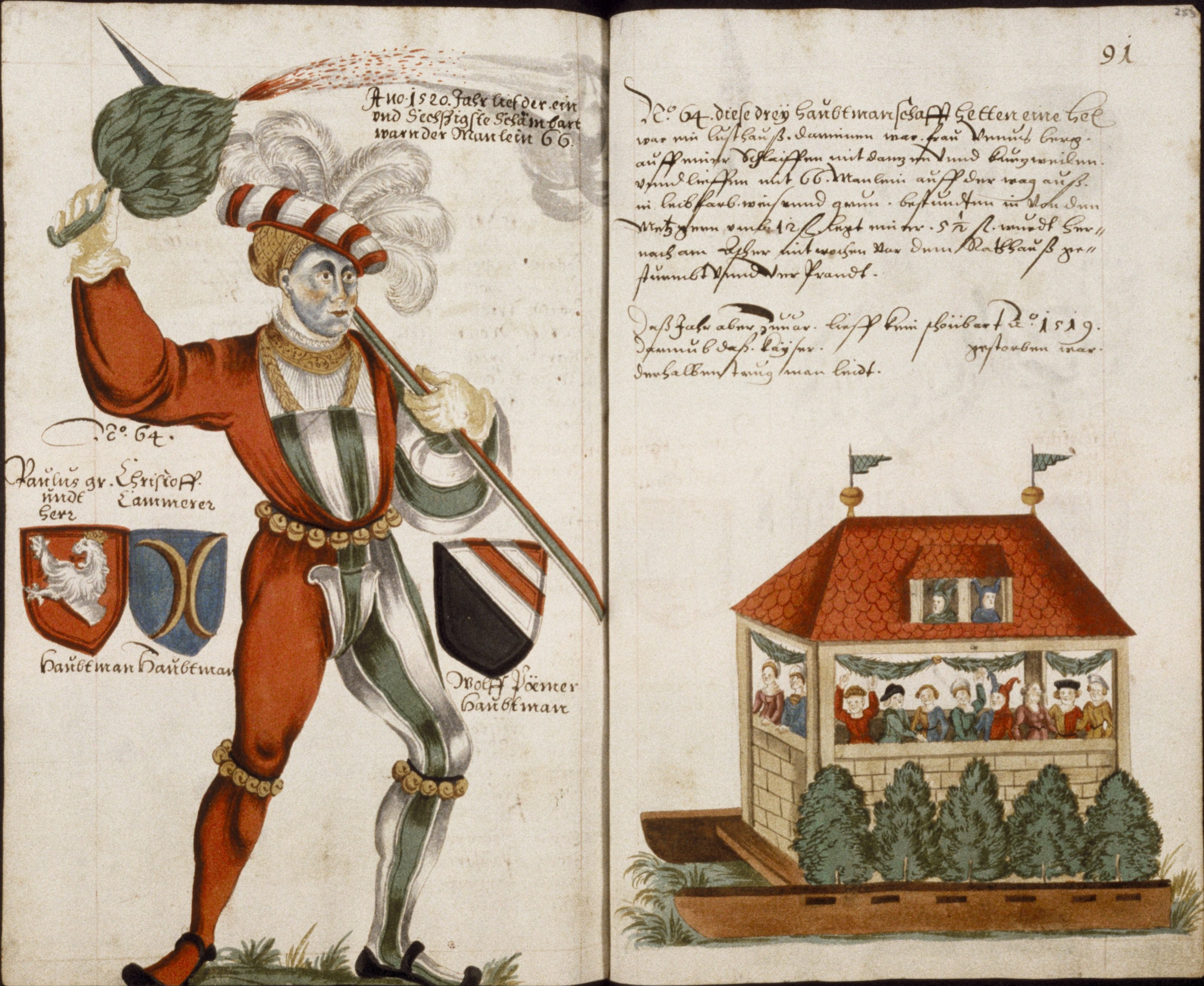
Schembartlauf von 1520 mit Wappen Grundherr/Kämmerer/Pömer

In Rot ein goldgekrönter, rotbezungter halber silberner Löwe.

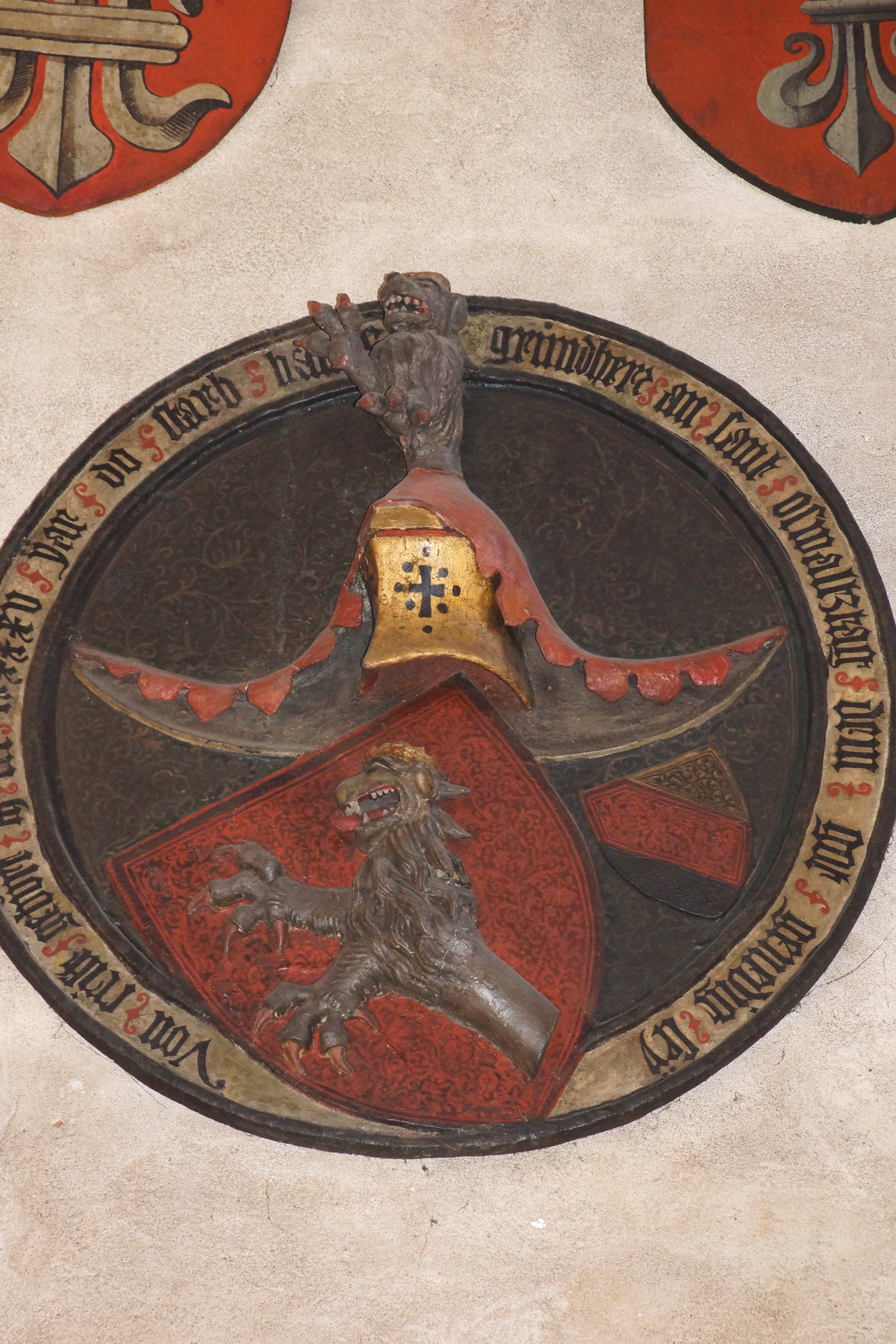
Grundherr-Epitaph in der Frauenkirche
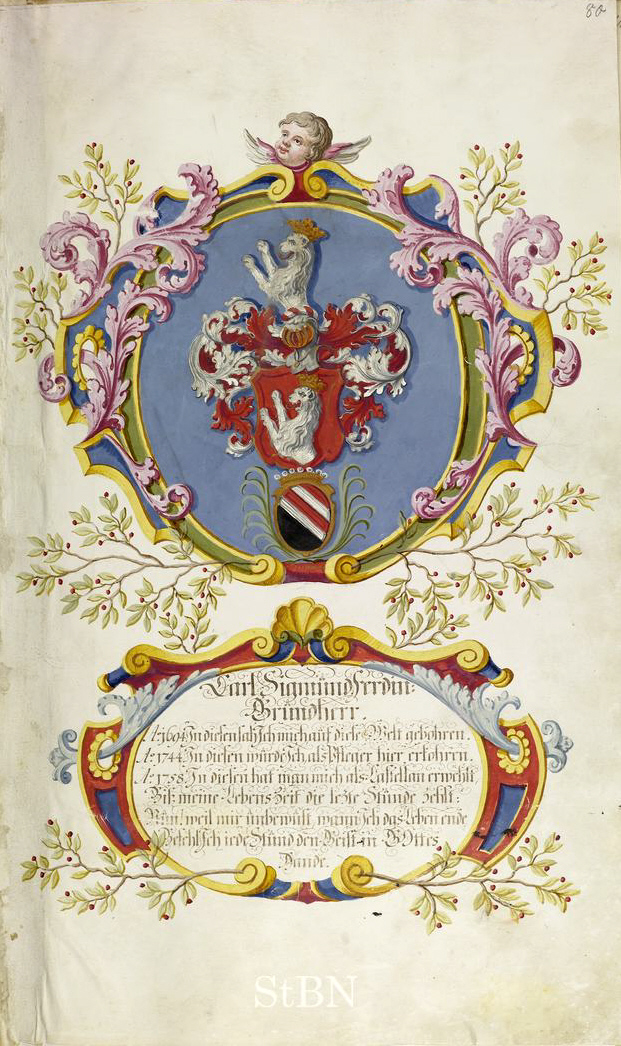
Wappen des Carl Sigmund Ferdinand Grundherr, Pfleger der Landauerschen Zwölfbrüderstiftung
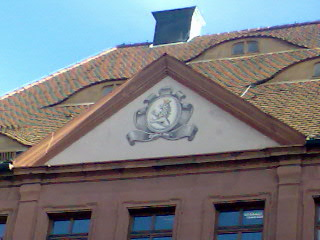
Wappen am Glockenhof